# Mobile Suit Gundam F91
Mobile Suit Gundam F91 (機動戦士ガンダムF91,?, Kidō Senshi Gundam F91 ,  "Gundam F91 il Fante Mobile") è un film d'animazione del 1991 diretto da Yoshiyuki Tomino.
La pellicola è stata prodotta dalla Sunrise, la seconda ambientata nell'Universal Century della saga di Gundam. Edita in Italia dalla Dynit nel 2011, nel 2006 la Star Comics ne aveva già pubblicato anche l'adattamento manga, realizzato in un unico tankōbon da Daisuke Inoue nel 1991.
Gundam F91 segna il ritorno alla saga dell'Universal Century dello staff di base della prima serie storica Mobile Suit Gundam, con Yoshikazu Yasuhiko al character design e Kunio Ōkawara al mecha design, nel tentativo di rilanciarla con un nuovo ciclo di avvenimenti e nuovi personaggi. Progettata inizialmente come una serie televisiva di 50 episodi, l'opera venne più prudentemente adattata in un film cinematografico per sondare il pubblico, tuttavia, sebbene qualitativamente eccellente, la pellicola non riuscì nell'intento, concedendo troppo a trame già sfruttate in precedenza, e il progetto venne definitivamente abbandonato.

## Trama
È l'anno 0123 UC, sono ormai passati trent'anni dall'ultima rivolta delle colonie guidata da Char Aznable, ma il seme dell'indipendenza è ancora vivo tra gli abitanti dello spazio. Una nuova organizzazione militare, la Crossbone Vanguard, esce allo scoperto per rivendicare l'autonomia delle colonie orbitali. La Federazione Terrestre è colta di sorpresa dall'attacco lanciato per occupare le colonie di Side 4, ribattezzato Frontier, e così Frontier IV cade in breve tempo in mano alla milizia. Tra gli sbigottiti abitanti della colonia c'è il giovane studente di ingegneria Seabook Arno, che, oltre ad assistere impotente alla morte di molti suoi amici, nella circostanza scopre anche la vera identità della ragazza di cui è innamorato, Cecily Fairchild, la quale in realtà è Berah Ronah, erede della potente famiglia a capo della Crossbone Vanguard. Nel susseguirsi degli eventi Seabook ritrova anche la madre, scienziata di fama creduta morta,  che invece si era isolata per lavorare ad un nuovo mobile suit, il cui nome in codice è Gundam Formula 91. Imbarcatosi su una corazzata federale, Seabook accetta a malincuore di pilotare il Gundam, per scoprire così di essere un potente newtype capace di determinare le sorti del conflitto insieme alla ragazza che ama.